# Peter Cetera
Peter Paul Cetera (Chicago, 13 settembre 1944) è un cantante e bassista statunitense di origini polacche e ungheresi, noto per essere stato uno dei fondatori della rock band Chicago, di cui ha fatto parte dal 1967 al 1985, prima di iniziare la carriera da solista.

## Biografia
Cetera è nato a Morgan Park, quartiere di South Side, Chicago, Illinois, secondo di sei figli. Il padre era un operaio metalmeccanico. Cetera lavorò con due fratelli, Tim Cetera (presente nel primo album con Ricky Nelson) e Kenny Cetera, membro in alcuni album dei Chicago e in alcune registrazioni da solista.
Cetera frequentò il Archbishop Quigley Preparatory Seminary per un anno, in quanto la madre lo voleva prete.59 Poi frequentò la Mendel Catholic Prep High School, diplomandosi nel 1962, e inserito nei "Notable Alumni".
Cetera ricorda che la madre «cantava sempre per casa» e i figli cantavano con lei durante i mestieri casalinghi. Alla età di 11 o 12 anni realizzò di avere delle doti canore. Peter ricevette un accordion invece di una chitarra come regalo dai genitori a 11 anni. Cetera nota di essere stato «una specie di prodigio della polka» e a 12 anni vinse una competizione musicale.
Durante le scuole superiori pensò seriamente di intraprendere la carriera musicale. A 15 anni vide con dei compagni di scuola la band The Rebel Rockers e comprò una chitarra acustica a Montgomery Ward. Iniziò così a suonare nelle band giovanili del luogo. Cetera divenne poi session man di diverse band di Chicago. Cetera iniziò a guadagnare denaro: «quando avevo 18 anni, guadagnavo più di mio padre.»
Cetera incise alcuni singoli e il 7" EP Rock 'N' Roll Mass con gli Exceptions. La prima canzone fu Come On Home, autore con Kal David e Marty Grebb. Suonò anche il basso per Dick Campbell nell'album Dick Campbell Plays Where It's At, del 1966 (Mercury Records).

## Carriera
Durante la sua carriera è ricordato per la sua interpretazione di alcune ballate e per aver contribuito alla vera formazione e fama del gruppo statunitense.
Nel 1985 ha intrapreso una carriera da solista, nonostante continui spesso a ripresentare le canzoni del suo vecchio gruppo. Tra le sue canzoni da solista troviamo vari duetti con altri cantanti come Madonna (la canzone s'intitola Sheherazade ed è inclusa nel suo album del 1988), o nel 1989 con Cher (After All).
Il suo singolo Glory of Love, coscritto con David Foster e Diane Nini, è canzone principale del film Karate Kid II - La storia continua... (1986) ed ha ottenuto la candidatura per l'Oscar alla migliore canzone e quella per il Golden Globe per la migliore canzone originale.
Oltre agli artisti già citati, ha collaborato con Amy Grant, The Beach Boys, Billy Joel, Karen Carpenter, Paul Anka, Agnetha Fältskog, Richard Sterban, Bonnie Raitt, David Gilmour, Az Yet, Chaka Khan, Crystal Bernard, Ronna Reeves e Alison Krauss. Appare nel film Electra Glide.
Come membro dei Chicago, è incluso nella Rock and Roll Hall of Fame dall'aprile 2016.

## Discografia

### Discografia solista
- 1981 - Peter Cetera #143 US
- 1986 - Solitude/Solitaire #23 US (Platinum)
- 1988 - One More Story #58 US
- 1992 - World Falling Down #163 US
- 1995 - One Clear Voice
- 1997 - You're the Inspiration: A Collection #134 US
- 2001 - Another Perfect World
- 2004 - You Just Gotta Love Christmas
- 2007 - Glory of Love (raccolta)
- 2017 – The Very Best of Peter Cetera

### Discografia con i Chicago
- 1969 - Chicago Transit Authority
- 1970 - Chicago
- 1971 - Chicago III
- 1971 - Chicago at Carnegie Hall
- 1972 - Chicago V
- 1973 - Chicago VI
- 1974 - Chicago VII
- 1975 - Chicago VIII
- 1975 - Chicago IX: Chicago's Greatest Hits
- 1976 - Chicago X
- 1977 - Chicago XI
- 1978 - Hot Streets
- 1979 - Chicago 13
- 1980 - Chicago XIV
- 1981 - Greatest Hits, Volume II
- 1982 - Chicago 16
- 1984 - Chicago 17
- 2011 - Chicago XXXIV: Live in '75
- 2018 - VI Decades Live: This Is What We Do